# توني رومبوتس
طوني رومبوتس (14 أكتوبر 1952 - 31 أكتوبر 1990)، هو لاعب كرة قدم بلجيكي. لعب لعدة اندية منها: نادي غينت، نادي رويال أندرلخت، ستاندارد لييج.